# Dol en droit civil français
Pour les articles homonymes, voir Dol.
Un dol, en droit français des contrats, est une manœuvre d'un cocontractant dans le but de tromper son partenaire et provoquer chez lui une erreur. Le dol, qui représente un délit civil est, avec l'erreur et la violence, l'un des trois vices du consentement. Il est sanctionné par la nullité du contrat.
L'article 1137 du Code civil prévoit le dol : « Le dol est le fait pour un contractant d'obtenir le consentement de l'autre par des manœuvres ou des mensonges.
Constitue également un dol la dissimulation intentionnelle par l'un des contractants d'une information dont il sait le caractère déterminant pour l'autre partie. »
La jurisprudence a également défini le dol par un arrêt du 30 janvier 1970. En l'espèce la Cour d'appel de Colmar en a précisé les contours : « tous les agissements malhonnêtes tendant à surprendre une personne en vue de lui faire souscrire un engagement, qu'elle n'aurait pas pris si on n'avait pas usé de la sorte envers elle, peuvent être qualifiés de manœuvres dolosives. »

## Les éléments constitutifs du dol

### L'élément matériel
L'élément matériel du dol est l'action de la partie contractante qui induit l'autre en erreur. Manifestant une extériorisation de la volonté de tromper, il est visé à l'article 1137 du Code Civil sous le terme "manœuvre". Mais la jurisprudence en a consacré une conception extensive, assimilant au dol trois types de comportement : les manœuvres stricto sensu, le mensonge et la réticence dolosive.

#### Manœuvres positives
Il faut démontrer une manœuvre qui émane de l'une des parties au contrat ou de son représentant mais non d'un tiers au contrat. Ainsi, les manœuvres frauduleuses constitutives du dol peuvent résulter d'un subterfuge
d'une escroquerie.
Aux manœuvres, on peut également ajouter le mensonge. Il existe deux possibilités concernant le mensonge :
- Le dolus bonus est le boniment du marchand, l'exagération du camelot. Il ne permet pas la nullité.
- Le dolus malus a contrario est un mensonge grave permettant l'action en nullité.

#### Réticence dolosive
Le silence gardé sur un élément déterminant du contrat par l'une des parties dans l'intention de nuire à l'autre cocontractant est assimilé à un dol (ainsi la dissimulation par le vendeur d'un immeuble de l'existence d'un arrêté d'interdiction d'habiter).
Les professionnels se voient souvent imposer des obligations d'information en faveur du cocontractant non professionnel.
L'arrêt est très protecteur pour le consommateur : c'est au vendeur professionnel, tenu d'une obligation de renseignement, qu'il incombe de prouver qu'il a exécuté cette obligation, et non à l'acheteur, demandeur en nullité de la vente pour réticence dolosive, de prouver la dissimulation.
Néanmoins, le seul manquement à une obligation précontractuelle d'information ne suffit pas à caractériser le dol qui nécessite un élément intentionnel ; arrêt de la chambre commerciale du 28 juin 2005. La réticence dolosive ne concerne pas seulement le vendeur. En effet, l'acheteur est également soumis à une obligation de loyauté. C'est l'arrêt du 15 novembre 2000 qui sanctionne l'acheteur ayant caché au vendeur que le sous-sol du terrain qu'il vendait était riche et que le prix du terrain était donc bien plus élevé que celui prévu au contrat. En l'espèce, l'acheteur avait en plus caché sa profession d'exploitant de minerai. En revanche dans l'arrêt Baldus, l'acheteur non professionnel qui avait caché la véritable valeur des photos qu'il avait achetées ne s'est pas vu sanctionné pour dol.
Cependant, l'obligation d'information ne pèse pas toujours sur l'acheteur professionnel. C'est le cas de gérant de bien qui achète pour un prix inférieur au marché un bien immeuble à un agriculteur dans le besoin. Les juridictions du fond ont considéré qu'il pesait sur l'acheteur un devoir d'information et qu'il avait donc commis un dol. La cour de cassation censure l'arrêt (3e chambre civile 17 janvier 2007) en retenant que l'acquéreur même professionnel, n'est pas tenu d'une obligation d'information sur la valeur du bien acquis.
Ainsi pour qu'il y ait dol, il semblerait que le silence dolosif porte non pas sur la valeur mais sur une qualité substantielle de la chose du contrat (la richesse du sous-sol, l'auteur des photos…). Cela est conforme au principe qui veut que le dol provoque une erreur puisque l'erreur ne peut porter que sur les qualités substantielles de l'objet du contrat.
Dans de rares cas, le dol ne porte pas sur la substance de la chose. Par exemple le vendeur non professionnel d'un immeuble avait caché la présence d'une voisine insupportable, en ne transmettant pas à l'acquéreur le procès-verbal de l'assemblée générale extraordinaire que la copropriété avait consacrée à cette voisine.

### L'élément intentionnel
Le dol suppose une volonté de tromper le contractant, permettant ainsi de le différencier de l'erreur. Cet élément doit être prouvé par la victime, mais cette preuve est plus ou moins exigeante selon la nature des agissements.
La preuve de l'élément intentionnel est aisée dans les hypothèses de manœuvres au sens strict, ou de mensonge. La nature du comportement du cocontractant laisse en effet pour une large part présumer la volonté malhonnête de ce dernier.
Le dol doit avoir provoqué chez la victime une erreur déterminante de son consentement. Sans cette erreur, le contrat n'aurait pas eu lieu-ou la victime aurait "contracté à des conditions substantiellement différentes", selon les termes employés par l'article 1130 du Code civil.

## Les sanctions du dol
Le dol n'est sanctionné que s'il :
- présente d'une part le caractère déterminant au dommage, c'est-à-dire que l'erreur causée par le dol doit avoir été déterminante du consentement de la victime. Ainsi, on distingue le dol principal (lorsqu'il n'y aurait pas eu conclusion du contrat sans dol) du dol incident (lorsque le contrat aurait tout de même été conclu mais à des conditions différentes). Toutefois, cette distinction est de plus en plus remise en cause par la doctrine et la jurisprudence.
- émane du cocontractant ou de l'un de ses complices, mais non d'un tiers.

Le dol devant être prouvé, c'est par leur appréciation souveraine que les juges du fond le qualifient selon les règles procédurales habituelles, notamment en matière de témoignages et de preuves. Le dol est sanctionné d'une nullité relative.
L'ancien article 1150 du code civil dispose que « le débiteur n'est tenu que des dommages-intérêts qui ont été prévus ou qu'on a pu prévoir au contrat, lorsque ce n'est point par son dol que l'obligation n'est point exécutée. »
Enfin, il convient de souligner que les clauses contractuelles de limitation ou d'exonération de responsabilité sont anéanties en cas de manœuvres dolosives de la partie à qui son cocontractant réclame un dédommagement en cas d'inexécution de la convention.

### Le dol est irrecevable en mariage
Le dol est irrecevable en matière de mariage, conformément à l'adage d'Antoine Loysel : en mariage trompe qui peut.
Toutefois, Marcela Iacub relève que le dol s'est mis au XXe siècle à jouer un rôle de circonstance aggravante pour décider[pas clair] de l'existence de l'erreur sur la personne dans des affaires d'annulation de mariage.